# 대구 보성선원 목조석가여래삼존좌상 복장전적
대구 보성선원 목조석가여래삼존좌상 복장전적(大邱 寶聖禪院 木造釋迦如來三尊坐像 腹藏典籍)은 대구광역시 달서구, 보성선원에 있는 목조석가여래삼존좌상에 들어있던 조선시대의 불경이다. 2013년 4월 29일 대한민국의 보물 제1802호로 지정되었다.

## 복장전적

### 대불정여래밀인수증료의제보살만행수능엄경
대불정여래밀인수증료의제보살만행수능엄경 언해 권5(大佛頂如來密因修證了義諸菩薩萬行首楞嚴經諺解卷五)는 당나라의 반자밀제(般刺密帝)가 번역하고, 송나라의 계환(戒環)이 해설한 것이며, 경이름을 줄여서 능엄경(楞嚴經)‘으로 약칭하기도 한다. 이 책은 세종 31년(1449년) 수양대군이 세종의 명에 따라 번역을 시작하였으나 뒤로 미루어졌다가 혜각존자 신미(信眉) 등 당대 고승 및 학자가 참여하여 10권으로 번역되었다. 본문에는 한글로 토를 달고 방점을 찍었으며, 을해자(乙亥字)를 사용하여 15세기에 간행되었다.

### 금강반야바라밀경
금강반야바라밀경(金剛般若波羅蜜經)는 세종 22년(1440년)에 가평 화악산 영제암에서 판각된 목판본이다. 권두제 '금강바라밀경' 다음 행에는 '구마라집봉 조역'(鳩摩羅什奉詔譯) 이란 역자가 있고 이어 경문은 양나라 소명태자에 의해서 32장으로 분장된 것을 저본으로 삼고 있다. 말미에는 진언이 보이고, 그 끝에 '정통5년경신'(正統五年庚申), '화악산영제암개판'(華岳山永濟菴開板)이란 간기가 있고 '시주(施主) 정암(定菴)'에 이어 뒷면에 시주자와 각수(刻手)의 명단이 표시되어 있어 불서 판본의 서지연구에 귀중한 자료이다.

### 인천안목
인천안목(人天眼目)은 송나라 승려 회암(晦巖) 지소(智昭)가 당시 불교의 5개 종파 임제종, 위앙종, 조동종, 운문종, 법안종 등의 기본사상과 창시자의 행적과 법어를 요약, 정리한 것으로 우리나라 선가에서 많이 읽힌 불서이다. 이 책은 조선 태조 4(1395년)년에 무학대사(無學大師) 자초(自超)에 의해 양주의 회암사에서 간행된 판본이다.

### 천태사교의집해
천태사교의집해 권하(天台四敎儀集解卷下)는 고려 초기 승려인 체관(諦觀)이 집약한『천태사교의』에 송나라의 고승 종의(從義)가 집해하였다. 천태교학의 요지를 교(敎)와 관(觀)의 이문(二門)으로 나누어 설명한 주해서이다. 이 책은 세조 10(1464년)년에 간경도감에서 간행한 판본으로 판하본은 조근(趙瑾)이 썼다.

## 같이 보기
- 대구 보성선원 목조석가여래삼존좌상 및 복장유물 - 보물 제1801호
- 대구 보성선원 목조석가여래삼존좌상 복장불서 - 대구광역시 유형문화재 제77호

## 참고 자료
- 대구 보성선원 목조석가여래삼존좌상 복장전적 - 국가유산청 국가유산포털